# Аквитания (королевство)
Королевство Аквитания (фр. Aquitaine) — средневековое королевство, существовавшее на юге современной Франции в VI — IX веках.

## География

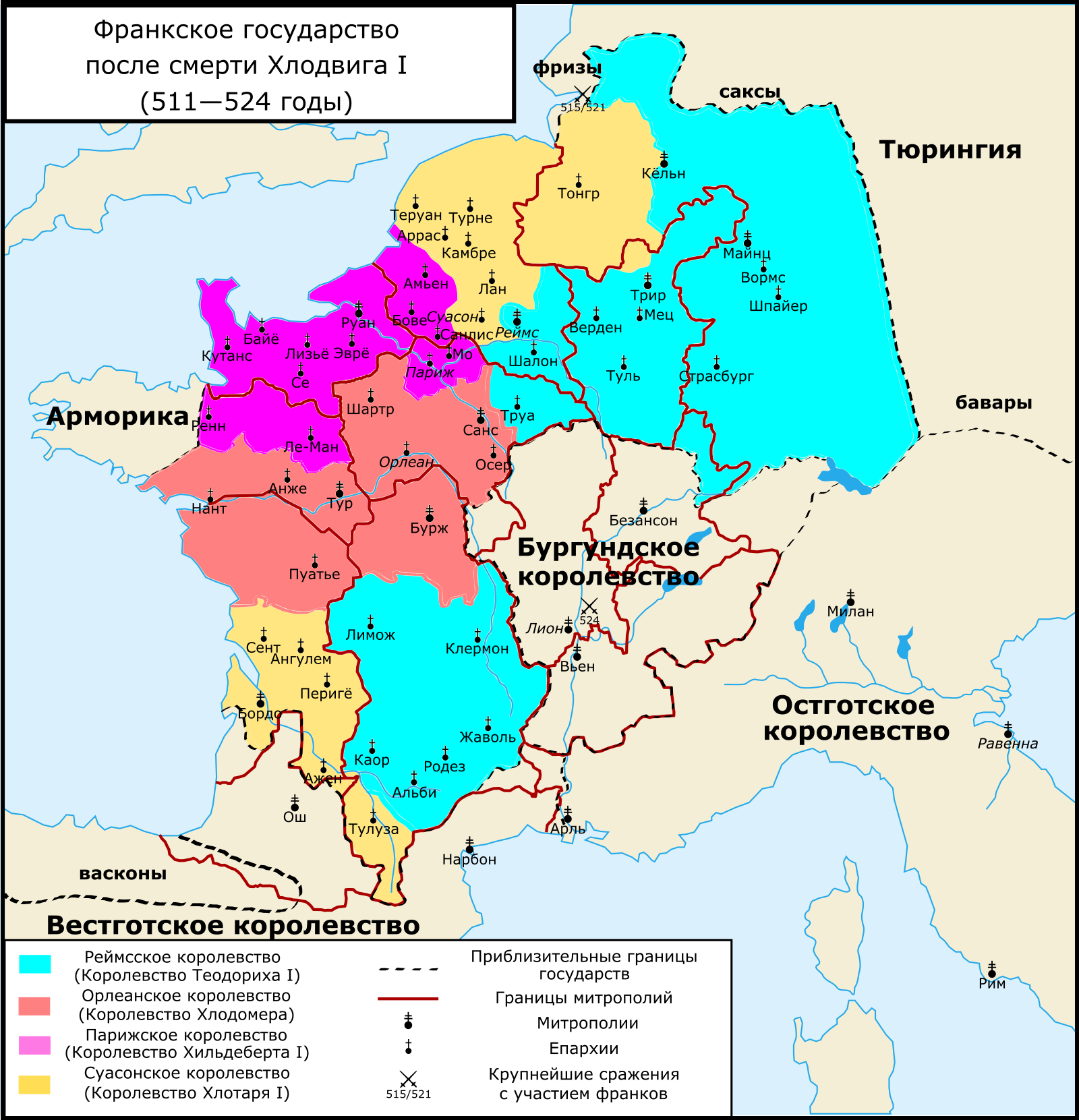
Франкское государство после смерти Хлодвига I (511—524 годы)

Королевство в разные периоды включало в себя земли, находящиеся на юге современной Франции: Аквитанию, Пуату, Овернь, Лангедок и Гасконь.

## История

### Первое Аквитанское королевство (555—560)
Территории, составившие позже королевство Аквитания, до 507 года входили в королевство вестготов, когда они были завоеваны Хлодвигом I и включены в состав королевства франков. После смерти Хлодвига, в 511 году, владения франкского короля были поделены между его сыновьями. Аквитания была разделена между Хлотарем I и Теодорихом I.
В 555 году после смерти Теодебальда, внука Теодориха I, Аквитания полностью оказалась в составе королевства Хлотаря. В том же году Хлотарь выделил отдельное владение (так называемое «Первое Аквитанское королевство») своему сыну Храмну. Королевство включало в себя Овернь и часть современной Аквитании. Столицей его стал Клермон. Вскоре Храмн, поддерживаемый местной знатью, восстал против отца, но в итоге был разбит. В декабре 560 года по приказу Хлотаря Храмн вместе с женой и двумя дочерьми был заперт в одной хижине в Ваннете и сожжён, а Аквитания была вновь присоединена к королевству Хлотаря.

Раздел Франкского государства после смерти Хлотаря I (561)

После смерти Хлотаря в 561 году территория Аквитании была разделена между остальными его сыновьями. Большая часть Аквитании досталась Хариберту I, Сигиберт I получил Овернь. После смерти Хариберта в 567 году его владения, в том числе и Аквитания, были разделены между его тремя братьями.

### Аквитания при Хариберте II (629—632)

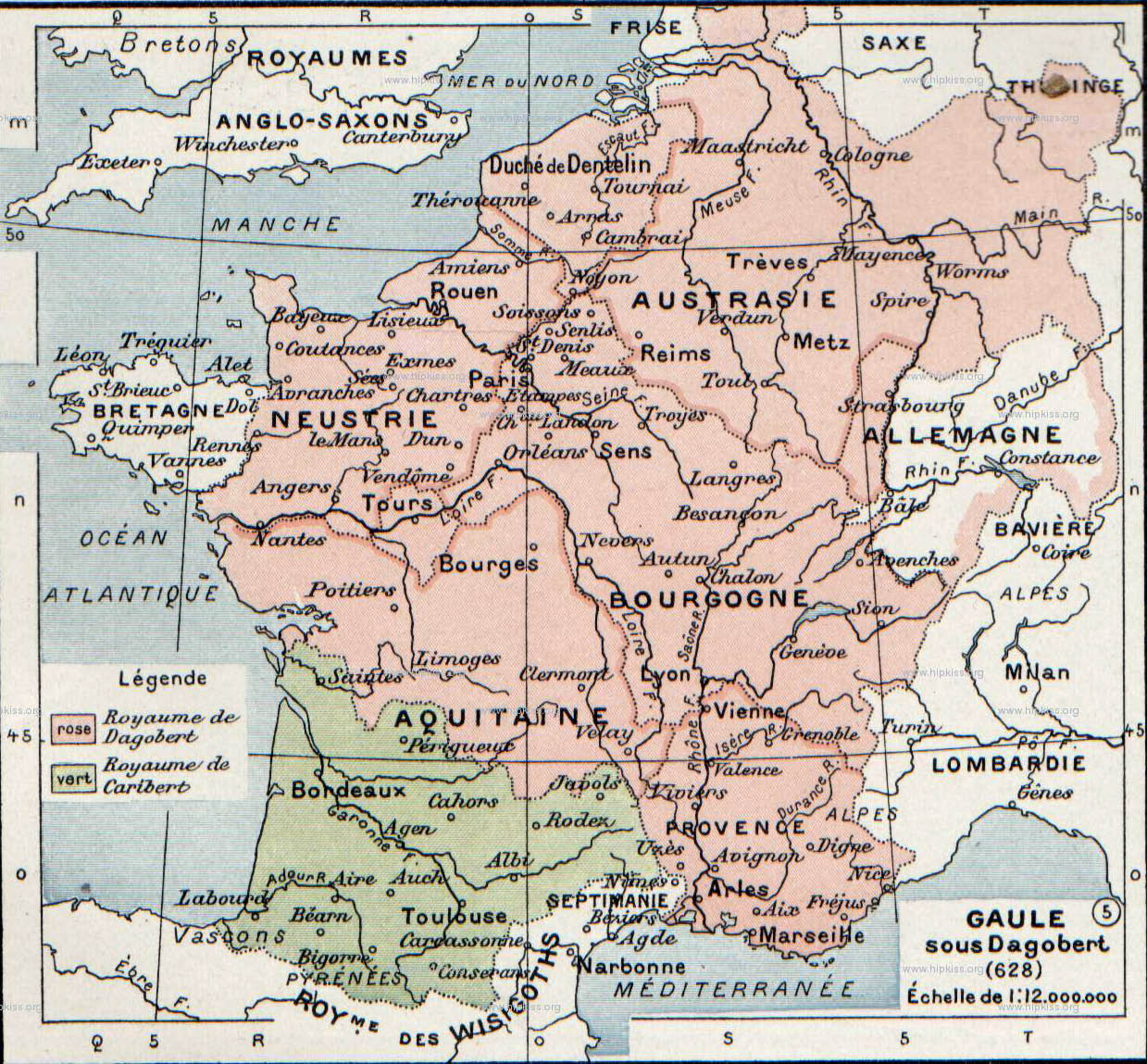
Королевство Аквитания при Хариберте II (изображено зелёным цветом)

В следующий раз в отдельное королевство Аквитания была выделена в 629 году Дагобертом I своему младшему брату, Хариберту II (608—632). В королевство вошла территория к югу от Луары до Пиренеев, включая в себя округа городов Тулузы, Кагора, Ажена, Сента и Перигё. Своей столицей Хариберт сделал Тулузу. На третьем году правления, Хариберт к своим владениям присоединил Гасконь, успешно отбив её у басков. Хариберт умер 8 апреля 632 года, оставив наследником малолетнего сына по имени Хильперик, который ненадолго пережил его. Дагоберт I сразу взял под свою власть всё королевство Хариберта, включая Гасконь.

### Аквитанский принципат

Аквитания и Васкония во время правления Эда Великого

После присоединения в 632 году Дагобертом Аквитания была включена в состав Нейстрии. Поскольку Аквитания и Тулуза являлись форпостом против басков, то короли назначали туда герцогов. 
Аквитания унаследовала вестготское и римское законодательства, которые были объединены в единое законодательство. Его особенностью являлось то, что оно предоставляло женщинам больше прав, чем во многих других европейских землях. Женщины имели право наследовать земельные владения и титулы, могли управлять своими владениями независимо от мужей или родственников. При отсутствии наследников они могли свободно распоряжаться своей собственностью, полученной по законному завещанию. Они имели право заключать собственные браки к 20 годам. 
Один из аквитанских герцогов, Луп воспользовался кризисом власти 673—676 годов и смог объединить в своих руках земли от Вьенна до Гаронны, включая Васконию (Гасконь), став фактически независимым правителем. Его преемник, Эд Великий принял титул «принцепса Аквитании» (лат. Aquitaniae princeps) и, по мнению некоторых исследователей, носил королевский титул. Известно, что в период его правления на территории Аквитании существовали графства, но точно не установлено какие именно. В 721 году Эд разбил арабов, осадивших Тулузу. Также он боролся против майордома франкского королевства Карла Мартела. Но вскоре Эду пришлось отражать новые набеги арабов, вторгавшихся из Испании, для чего он был вынужден обратиться за помощью к Карлу Мартелу, разбившего арабскую армию в битве при Пуатье (732).
После смерти Эда в 735 году Карл Мартел ввёл войска в Аквитанию. В результате сын Эда, Гунальд I Аквитанский, унаследовал Аквитанию при условии, что он принесёт клятву верности Карлу. Позже Гунальд восстал, но в 742 и 745 годах был разбит сыновьями Карла Мартела, Пипином Коротким и Карломаном, после чего удалился в монастырь, оставив свой «принципат» сыну Вайферу. При Вайфере Аквитания опять вернула себе независимость. Пипин Короткий, став королём, в 760—768 годах предпринял несколько походов в Аквитанию, разоряя и разрушая её города. Вайфер, в свою очередь, не раз вторгался в королевство Пипина. В 768 году Вайфер был убит в Перигё, после чего Аквитания окончательно утратила независимость.

### Каролингское Аквитанское королевство (778/781—877, 888—890)
Для того, чтобы защитить границы королевства после поражения от басков в Ронсевале (778 год), король Карл Великий возродил Аквитанское королевство. Правителем данного королевства он назначил своего новорождённого сына Людовика. В 781 году Людовик был коронован в Риме, как король Аквитании папой, после чего был послан отцом в Аквитанию. Управлять королевством при малолетнем короле были назначены регенты. Также Аквитанское королевство получило отдельный суд. В состав королевства вошли Аквитания, Васконское герцогство, Тулузская марка и Септимания.
Людовик за счет походов в Испанию расширил территорию королевства. В 801 году армия под руководством графа Тулузы Гильома Желонского завоевала Барселону. К 811 году территория, отвоеванная у арабов, стала Испанской маркой, составленной графствами, зависимыми от каролингских монархов.
После смерти отца в 814 году, коронованный императором Людовик назначил новым королём Аквитании своего второго сына Пипина I. В июле 817 года император Людовик официально закрепил разделение империи, принятием на генеральном сейме в Ахене акта «О порядке в Империи» (Ordinatio imperii). В королевство Пипина вошли Аквитания, Васконское герцогство, Тулузская марка, а также 4 графства: Каркассон в Септимании, Отён, Авалон и Невер в Бургундии.
В 818—820 годах Пипину пришлось подавлять мятеж в Гаскони. Позже он участвовал в разных походах отца, отражал нападение арабов. В 830—834 годах Пипин вместе с братьями боролся против отца, недовольный новым перераспределением земель. В сентябре 832 году орлеанский съезд лишил Пипина, схваченного по приказу отца, королевского титула, который был передан императором своему младшему сыну Карлу. Но Пипин бежал, после чего мятеж возобновился. Только в 834 году император Людовик помирился со старшими сыновьями, Пипин был восстановлен в прежнем статусе короля Аквитании, после чего он вернулся в Аквитанию и занялся управлением своим королевством, где ему опять пришлось усмирять мятеж в Гаскони.
Но Людовик I Благочестивый не оставил намерений наделить своего младшего сына, Карла, достойным наделом, в первую очередь за счет владений короля Аквитании. На генеральном сейме в Ахене в 837 году, в присутствии Пипина и Людовика Баварского, состоялась церемония опоясывания Карла мечом (знак достижения им совершеннолетия) и здесь же император объявил о создании нового герцогства — Нейстрии, в которое вошли ряд территорий к северу от Луары, ранее принадлежавшие Пипину. Правителем герцогства был назначен Карл. Вся местная знать присягнула ему как своему новому сюзерену. В 838 году от Аквитанского королевства в пользу Герцогства Нейстрия были отделены ещё несколько областей.
После смерти Пипина 13 декабря 838 года аквитанская знать признала королём его сына, Пипина II. Но император Людовик I Благочестивый не признал королём внука, передав Аквитанию своему младшему сыну Карлу. Император потребовал, чтобы Пипин явился в Ахен, однако он отказался это сделать. В итоге Пипин сохранил контроль над Аквитанией.

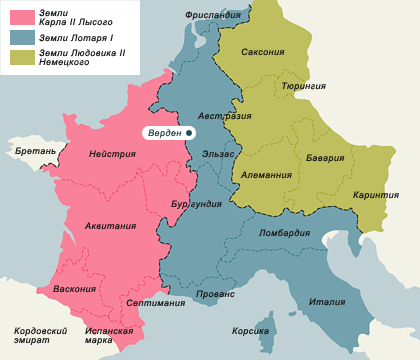
Раздел Франкской империи по Верденскому договору 843 года

В 841 году Пипин участвовал в битве при Фонтене на стороне императора Лотаря I. Пипин II разбил армию Карла II, но другой брат Карла, Людовик II Немецкий, разбил армию Лотаря. В итоге Пипин отступил в Аквитанию. По Верденскому договору Аквитания вошла в состав государства Карла II, но Пипин отказался признать Карла своим сюзереном. При поддержке маркиза Бернара Септиманского Пипин продолжил сопротивление Карлу.
В 844 году Пипин, лишившись поддержки казнённого Карлом Бернара Септиманского, призвал на помощь нормандского ярла Оскара, сопроводив его от Гаронны до Тулузы, давая возможность разграбить её. В 845 году Сегуин из Бордо, боровшийся против гасконского лидера Санша II Санше Митарры, графа Фезансака, признав Пипина герцогом Гаскони.
В 847 году ярл Оскар получил в управление город Бордо, что вызвало недовольство аквитанцев. В итоге в 848 году аквитанцы не поддержали Пипина II, призвав на помощь Карла II. 6 июня Карл короновался в Орлеане как король Аквитании. Брат Пипина, Карл, также предъявил права на аквитанскую корону, но в 849 году был схвачен и пострижен в монахи.
Пипин продолжал борьбу против Карла II до 852 года, когда он попал в плен к Саншу II Санше, передавшему пленника Карлу. За это Санш получил от Карла титул герцога Гаскони, а Пипин был заключен в монастыре Сен-Медар в Суассоне.
Вскоре аквитанцы опять восстали — на этот раз против Карла Лысого, обратившись за помощью к его брату Людовику Немецкому, который отправил в Аквитанию для управления королевством своего сына Людовика Младшего. Позже Пипин II смог сбежать. В 864 году он сплотил вокруг себя аквитанцев и выгнал Людовика. В ответ в 855 году Карл короновал королём Аквитании своего малолетнего сына Карла Младшего, опекуном над которым был назначен граф Пуатье Рамнульф I, получивший титул герцога Аквитании. В отличие от предыдущих королей реальной власти Карл Дитя не имел. Аквитания находилась в подчинении короля Франции. В королевстве отсутствовала канцелярия, все назначения производил Карл Лысый. Реальное управление королевством находилось в руках совета, который возглавлял герцог Рамнульф I.
Норманны, обосновавшиеся в долине Луары, воспользовавшись тем, что Карл Лысый был занят борьбой с Пипином, разорили Пуатье, Ангулем, Перигё, Лимож, Клермон и Бурж. К ним присоединился и Пипин, участвовавший в нападении на Тулузу. Но в 864 году Пипин попал в плен и был заключен в Санлис, после чего сведений о нём нет.
В 862 году Карл Дитя постарался обрести некоторую независимость от отца. Он женился без разрешения на вдове графа Буржа Гумберта. Карл Лысый расценил это как мятеж. В 863 году он вторгся в Аквитанию и захватил сына в плен и заключил его в Компьене. Жена Карла Дитяти была удалена от двора. Но к 865 году Карл Лысый снова вернул сына в Аквитанию. Карл Дитя умер бездетным в 866 году. Новым королём стал другой сын Карла Лысого, Людовик III Заика. Он также не имел реальной власти в королевстве, которым фактически управлял Бозон Вьеннский, герцог Прованса, любимец Карла. Только после смерти отца в 877 году, Людовик, единственный из четырёх сыновей Карла Лысого, переживший отца, короновался в Компьене как король Франции и получил власть.
После смерти Людовика Заики Франция была разделена на 2 части между его двумя старшими сыновьями. Аквитанию и Бургундию получил Карломан. Бургундская знать отказалась признать законность этого решения. В результате они выбрали королём Бозона Вьеннского. В состав его королевства вошла большая часть Бургундии и Прованс. После смерти брата шестнадцатилетний Карломан был признан единственным королём западных франков, а Аквитания окончательно вошла в состав Франции.

### Образованиегерцогства Аквитания
После свержения императора Карла III Толстого в ноябре 887 года фактическим правителем Аквитании был граф Пуатье Рамнульф II. Он присвоил себе титул герцога Аквитании, а в 888 году не признал избрание королём Франции Эда Парижского. Он поддержал кандидатуру Гвидо Сполетского, а позже провозгласил себя королём Аквитании, но этот титул за его потомками не закрепился. Позднейшие правители Аквитании носили титул герцога.

## Короли Аквитании

### Меровинги
- 555—560 : Храмн (ум. 560)
- 629—632 : Хариберт II (608—632)
- 632 : Хильперик (ок. 629/630—632)

### Принцепсы Аквитании
- 660—671/672 : Феликс (ум.671/672), герцог Аквитании
- 671/672—676 : Луп I (ум.676), герцог Аквитании и Гаскони, принцепс Аквитании
- ???—735 : Эд Великий (ум.735), возможно начал править с 692, 700, или 715
- 735—748 : Гунальд I (ум. после 748), сын предыдущего, отрёкся от престола и ушёл в монастырь, возможно, позже вернулся к власти
- 748—768 : Вайфер (ум. 768), сын предыдущего
- 768—769 : Гунальд II (ум. 769), возможно Гунальд I, вернувшийся из монастыря, или другой Гунальд, бежал к Лупу II Гасконскому и был выдан Карлу Великому

### Каролинги
- 781—814 : Людовик I Благочестивый (778—840), император с 813
- 814—838 : Пипин I (797—838), сын предыдущего.
- 838—852 : Пипин II (ок.823 — после 864), сын предыдущего.
- 839—843, 848—854 : Карл II Лысый (823—877), король Франции, назначен королём Аквитании императором Людовиком I Благочестивым, не признавшим Пипина II, короновался как король Аквитании в 848 году
- 852—855 : Людовик II Молодой (ок. 835—882), сын Людовика Немецкого и племянник Карла Лысого.
- 854—864 : Пипин II (вторично), восстановлен в 854 году и до самой смерти в 864 году боролся с кандидатом от Карла Лысого.
- 855—866 : Карл III Дитя (ок. 847/848 — 866), сын Карла Лысого.
Рамнульф I (ок.820 — 866), граф Пуатье и герцог Аквитании, регент Аквитании при Карле Дитяти.
- 866—879 : Людовик III Заика (846—879), сын Карла Лысого, также Король Франции с 877 года.
- 879—884 : Карломан (866—884), сын предыдущего, также Король Бургундии

После 882, когда Карломан наследовал своему брату Людовику III и стал королём Франции, Аквитания осталась под верховной властью королей Франции.

### Рамнульфинги
- 888—890 : Рамнульф II де Пуатье (до 850—890), провозглашён королём Аквитании в 888 году, но титул за его потомством не закрепился

## Исторические факты
- С разделением империи Карла Великого королевства Аквитания, Лотарингия, Бургундия, Прованс и Италия ввели самостоятельные чеканки монет по образцу императорских. Монеты Лотарингии, Прованса, Бургундии и империи послужили основанием итальянской и немецкой чеканкам; Аквитания стала родоначальницей французских монет.[3]